# Brot und Spiele
Brot und Spiele è l'undicesimo album in studio del gruppo musicale tedesco Saltatio Mortis, pubblicato nel 2018.
Composto da due CD, contenenti 13 inediti ciascuno, e da un Bonus DVD, incluso nella Limited Edition, che racchiude 20 tracce tratte dal live della band registrato durante il Wacken Open Air 2017, l'album doveva essere inizialmente messo in commercio il 27 luglio 2018, ma poi l'uscita venne posticipata al 17 agosto dello stesso anno.
Per farsi perdonare per questo ritardo, la band, dopo aver rilasciato i primi due singoli Große Träume e Brunhild, ha pubblicato altri tre inediti, Heimdall, Dorn Im Ohr e Spur Des Lebens, quest'ultimo eseguito con Marta Jandová.

## Tracce
Cd 1
1. Ein Stück Unsterblichkeit - 1:36
2. Große Träume - 3:20
3. Dorn Im Ohr - 3:37
4. Ich Werde Wind - 3:45
5. Europa - 3:33
6. Spur Des Lebens (feat. Marta Jandová) - 4:01
7. Brot und Spiele - 3:37
8. Nie Wieder Alkohol - 3:01
9. Träume Aus Eis - 3:16
10. Mittelalter - 3:33
11. Brunhild - 3:38
12. Besorgter Bürger - 3:05
13. Sie Tanzt Allein - 3:24

Cd 2
1. Präludium - Ad Fontes - 2:44
2. Heimdall - 3:17
3. Drachentanz - 2:26
4. Schon Wieder Herbst - 4:24
5. Epitaph To A Friend - 3:54
6. Ad Digitum Prurigo - 2:59
7. Herr Holkin - 3:53
8. Raghs-E-Pari - 2:47
9. Tränen des Teufels - 4:15
10. Amo Lem Ad Nauseam - 3:09
11. Marselha - 3:29
12. Volta - 3:29
13. Mitt Hjerte Alltid Vanker - 3:06

Bonus DVD Live auf dem W:O:A 2017
1. Intro IXI (Live auf dem W:O:A 2017) - 2:15
2. Früher War Alles Besser (Live auf dem W:O:A 2017) - 3:43
3. Idol (Live auf dem W:O:A 2017) - 5:02
4. Prometheus (Live auf dem W:O:A 2017) - 4:59
5. Wo sind die Clowns? (Live auf dem W:O:A 2017) - 3:08
6. Willkommen in der Weihnachtszeit (Live auf dem W:O:A 2017) - 3:46
7. Wachstum Über Alles (Live auf dem W:O:A 2017) - 3:47
8. Des Bänkers Neue Kleider (Live auf dem W:O:A 2017) - 4:52
9. Skudrinka (Live auf dem W:O:A 2017) - 2:16
10. Totus Floreo (Live auf dem W:O:A 2017) - 3:51
11. Eulenspiegel (Live auf dem W:O:A 2017) - 7:31
12. Rattenfänger (Live auf dem W:O:A 2017) - 5:01
13. Worte (Live auf dem W:O:A 2017) - 5:18
14. Koma (Live auf dem W:O:A 2017) - 3:58
15. Satans Fall (Live auf dem W:O:A 2017) - 4:19
16. Spielmannsschwur (Live auf dem W:O:A 2017) - 7:12
17. Spiel Mit Dem Feuer (Live auf dem W:O:A 2017) - 5:43
18. Brot und Spiele - In Unseren Worten - 26:51
19. Brot und Spiele - Making Of - 31:56
20. Menü (Live auf dem W:O:A 2017) - 1:30

## Formazione
- Alea der Bescheidene - voce, cornamusa, ciaramella, arpa, Didgeridoo, bouzouki irlandese, chitarra
- Lasterbalk der Lästerliche - batteria, tamburi turchi, tamburi, timpani, percussioni, programmazione
- Till Promill - chitarra
- Jean Méchant der Tambour - batteria, percussioni
- Falk Irmenfried von Hasen-Mümmelstein - voce, cornamusa, ciaramella, ghironda
- Luzi Das-L - cornamusa, ciaramella, tromba marina, bouzouki
- El Silbador - cornamusa, ciaramella, uilleann pipes, low whistle, biniou
- Bruder Frank - basso elettrico, Chapman Stick